# دينيتشي
دينيتشي (بالإيطالية: Denice)‏ هي بلدية في مقاطعة ألساندريا في إقليم بييمونتي في إيطاليا.

## السكان
في سنة 1861 بلغ عدد السكان 585 نسمة، وتطور العدد ليصل في سنة 2011 لـ 190 نسمة.
يظهر هذا المخطط البياني تطور النمو السكاني لـ دينيتشي